# 文具店足球會
文具店足球會（Stationery Stores F.C.）是尼日利亚的一支足球俱乐部，位于尼日利亚第一大城市拉各斯，曾经获得过尼日利亚联赛，4次盃赛以及非洲优胜者杯的亚军。球队当时的主体育场为Surelere体育场。

## 球队荣誉
- 尼日利亚足球甲级联赛: 2次

1992年
- 尼日利亚足协杯: 3次

1967年, 1968年, 1982年, 1990年
- 非洲优胜者杯亚军: 1次

1981年